# Malthusianism
Malthusianism är en nationalekonomisk och statsvetenskaplig teori som går ut på att befolkningen ökar mycket snabbare än produktionen av mat och matresurserna. Teorin är uppkallad efter dess upphovsman, Thomas Malthus, och fick ett enormt internationellt genomslag under de första årtiondena under 1800-talet, och under 1900-talet omformulerad och benämnd som nymalthusianism.
Thomas Malthus teori gick ut på att det för befolkningen inte fanns någon gräns för hur mycket den kunde öka, men att det fanns ett maximum för matproduktionen. Då befolkningen ökade i snabbare takt än maten så skulle det bli brist på mat i världen, med svält som följd. Malthus påstod att fattigdomen aldrig kan besegras genom växande produktivitet, och som en följd av detta började hans anhängare förespråka olika slags regleringar i barnafödande, t.ex. genom sena giftermål. Malthus menade dock att hans teori endast kan tillämpas på människor – inte växter och djur.
Anledningen till att det inte går att använda detta på växter och djur är att de inte är kapabla till lika mycket som en människa.